# アダム・ガダーン
アダム・イェヒイェ・ガダーン（アラビア語: آدم يحيى غدن）は、アメリカ合衆国出身のイスラーム主義活動家。アル＝カーイダのスポークスマンでメディア顧問で、英語圏におけるアルカイダの代理人。ユダヤ系アメリカ人であり、生まれた時の姓名はアダム・パールマン。2004年から2006年にかけて、アル＝カーイダから米国へのメッセージとされる複数のビデオに「アメリカ人アッザーム」（アラビア語: عزام الأمريكي）として登場した容疑で知られている。2004年、ガダーンはFBIの「テロリズムとの戦い」指名手配リストに載った。2006年10月11日、ガダーンの名は「テロリズムとの戦い」指名手配リストから削除され、その代わりにFBIの「最重要テロリスト指名手配リスト」へ移った。同日、ガダーンはカリフォルニア中央地区連邦地方裁判所にて連邦大陪審から反逆罪(Treason)で起訴された。反逆罪で起訴されたアメリカ人としては、1952年に死刑が確定した川北対合衆国事件以来である。

## 人物
ガダーンはフィル・ガダーンとジェニファー・ガダーンの息子として生まれた。父フィルは、あまり売れなかったが評判の高いサイケデリックアルバム"Relatively Clean Rivers"で知られるミュージシャンだった。父方の祖父カール・パールマンは高名な外科医で名誉毀損防止同盟の幹部であり、父方の祖母アグネス・ビーチはThe Chronicle Christian Newspaper紙の記者だった。アダムが生まれる前、父フィルはユダヤ教からキリスト教に改宗し、聖書の登場人物ギデオンに因んでガダーンと名乗るようになった。ガダーン家はカリフォルニア州ウィンチェスターの農場でヤギを育て、ハラールの戒律に沿って屠殺し、イスラム教徒相手の食料雑貨店に売る商売をしていた。アダムは1995年中期まで家庭で教育を受けていたが、16歳のとき祖父母と共にサンタアナへ転居し、学校に通い始めた。当時の友人たちは、世慣れぬアダムを「一匹狼」とも「パシリ」とも表現している 。
アダムはデスメタルのファンで、『ゼノサイド』という名のSF同人誌に音楽時評やイラストを発表していた。ヴァイル・レーベルから出たActs of the Unspeakableのレビューで、彼はこう書いた。
ベイエリアカルテットが飛ばしてくれた。特にTortured Moans of Agony、Batter Acid Enema、Blackness Within、Skullpturesの4曲が最高だ…デスメタルの先駆者たちからの最高のリリースだ！
そして、General SurgeryというバンドのEPのレビューではこう書いた。 
これは基本的にスウェーデンのデスメタルの「スーパーグループ」だ。DismemberやAfflictedやCrematoryのメンバーがフィーチャリングされている。歌詞については、バックカバーに引用されている文句にうまくまとめてある。「人殺しは唯一の暇つぶしの手段だ」とね
1995年、17歳のとき、ガダーンはオレンジ郡のイスラム協会でイスラム教について学び始めた。ガダーンの学習グループは若い世代の原理主義者たちから構成されており、モスクの責任者のハイサム・「ダニー」・バンダクジを「ユダヤ人ダニー」と呼んで攻撃していた。バンダクジが西洋風の衣服を着て、ユダヤ人に対して過剰に友好的だったからである
1995年の暮れにガダーンはイスラム教へ改宗し、そして間もなく、自らの改宗体験に関するエッセイを南カリフォルニア大学のウェブサイトに投稿した。題名は「ムスリムになること」というものだった。アダムの両親によると、彼は1997年5月にかつての指導者であるハイサム・バンダクジを襲撃した容疑で逮捕され、有罪となり、2日間服役した。裁判所からは40時間の社会奉仕活動をも命じられていたがこれを怠ったため、再び逮捕収監されてもいる。
1998年、ガダーンはパキスタンに移住し、アフガン難民女性と結婚した。アメリカの家族とは断続的に連絡を保ち続けた。
2003年、彼はパキスタンでハリド・シェイク・モハメドからメリーランド州での自爆テロに参加するよう誘われたが、「結婚したばかりで、妻が妊娠している」ことを理由に拒否した。
しかしながら、CIAによると「ガダーンは数回にわたってモハメドと一対一のブレインストーミングに参加した」ともいう。

## 計画
2004年5月26日、アメリカ合衆国司法長官ジョン・アシュクロフトとFBI長官ロバート・モラーは、ガダーンがアルカーイダの構成員として2004年の夏か秋にテロ行為の実行を予定していたと発表。このときモラーに名指しされたのはアハメド・ハルファン・ガイラーニとファズル・アブドゥッラー・モハンメド、アメル・エル＝マーティ、アーフィア・シッディクウィ、アブデルラウフ・ジデイ、アブドゥナン・グルシャイル・エル・シュクリジュマ、そしてガダーンの7人だが、ガイラーニとモハンメドは1998年の米国大使館爆破事件で2001年からFBIの最重要指名手配リストに記載済みであり、残りの4人も以前からFBIに指名手配されていたため、この中ではガダーンが唯一の新顔だった。ジデイは2002年1月17日からFBIの「情報収集」リストの中に含まれていたが、このリストにはガダーンと他の3人も追加された。
このときのテロ攻撃はアメリカ合衆国大統領選挙に影響を与えるべく計画されたものと伝えられるが、実行には至らなかった。

## 出演
2004年10月下旬、ABCニュースは「アメリカ人アッザーム」と名乗る男性による75分のビデオテープを放映した。その内容は、米国にテロ攻撃を予告し脅迫するものだった。このビデオの抜粋が放映された後、モスクにおけるガダーンの知人から司法当局に連絡があり、このビデオに出演している男はガダーンであろうとの情報が寄せられた。
2005年、アメリカ同時多発テロ事件の4周年記念日に、アルカーイダからのビデオメッセージと称する11分間の映像がABCテレビの番組『グッド・モーニング・アメリカ』で放映された。その映像に出演して喋っていた米語アクセントの男性は顔を一部隠されていたものの、米国の情報機関によってガダーンと断定された。このビデオの中でガダーンは「爆発の反響と、不信心者たちの喉を切り裂くこと」を称え、特にイラクやアフガニスタンにおける米国の外交政策と軍事活動を糾弾していた。ロサンゼルスやメルボルンにおけるテロ実行を予告する言葉も吐いた。「昨日はロンドンとマドリードで、明日は神がお許しになるならロサンゼルスとメルボルンで。今度は手加減しないからそのつもりで」と。
同じ頃、ガダーンはアルカーイダ製作の人気ドキュメンタリー映画『Knowledge is for Acting Upon（知識は実行のために）』にも出演した。この映画は、アルカーイダの歴史をアフガニスタンの反ソ闘争時代から世界各地での訓練キャンプの設立、そしてアメリカ同時多発テロ事件の実行に至るまでをたどった内容である。ガダーンはこの作品の中で西側社会の観客たちにアルカーイダの理想や哲学や目的を解説すると共に、アルカーイダをテロリストたらしめた地政学的な立ち位置への視点を持つよう呼びかけている。この作品の掉尾を飾るのは、ガダーンによる同時多発テロ事件の影響の解説であり、ハイジャッカーたちが自爆テロ攻撃に先立って撮影した殉教ビデオであり、自爆テロ自体を描写するビデオのモンタージュだった。ふんだんに製作費を使い、英語とアラビア語双方の字幕をつけ、ガダーンのような西側世界出身のムスリムにアルカーイダへの参加を呼びかける宣伝映画として話題になった。
2006年7月7日、ガダーンはインターネット上に公開されたアルカーイダのビデオの中で素顔を晒した。この映像の中で、彼は米軍のイラク進駐を弾劾し、米兵による殺人やレイプ事件を非難している。ガダーンの家族はこれまで公開されたビデオに関して「アダムかどうかわからない」と発言していたが、この新しい映像については沈黙を守った。
2006年9月2日、「イスラムへのいざない」というビデオの存在が複数の親アルカーイダ系ウェブサイトで明らかになった。計48分のこのビデオでは、およそ44分間ガダーンが講義をおこない、残りの4分間はアルカーイダの理論家アイマン・ザワーヒリーが喋っていた。この映像の中でガダーンは「ダニエル・パイプス、ロバート・スペンサー、マイケル・ショイアー、スティーヴン・エマーソン、そしてジョージ・W・ブッシュといった、憎悪に満ちた反イスラムのシオニスト十字軍の走狗どもが悔い改めてイスラムの光の中に歩み入り、神の敵に対して反旗を翻すならば、彼らは我々イスラムの兄弟として迎え入れられるであろう」と言明した。パイプスとスペンサーは、この呼びかけを公に拒絶した。ガダーンは英国の政治家ジョージ・ギャロウェイとジャーナリストのロバート・フィスクを称賛した。なぜなら、彼らは「イスラム教に敬意と賛嘆を示し」「イスラム教が真実であることを認め」「ムスリムの大義に共感をあらわし」たからである。もっともガダーンは「お前たちはもうフェンスの上に座っているべきではない、腰を上げて真実の側に歩み寄るべきではないか」と付け加えたが。ガダーンは、米兵たちに対しては「真実に対してひれ伏し」「信仰なき軍隊から逃亡し」「勝ち組に仲間入りするよう」呼びかけた。
2007年5月29日、ガダーンはもう一つの映像「アメリカ人アダム・ガダーンによるアルカーイダの対米警告ビデオ」をネットに公開して物議をかもした。 このビデオの中で彼はブッシュとアメリカが来たるべきテロ攻撃を回避するために実行しなければならない6つの行動をリストアップした。
- 「アフガニスタンからザンジバルに至るまで、あらゆるイスラム教国家からお前たちの国の兵士や諜報員、保安要員、訓練員、大使館員を引き揚げること」
- 「イスラム世界の56カ国以上の背教国に対して、軍事・政治・経済などあらゆる分野の支援を打ち切り、背教者たちを自業自得の運命に叩き落とすこと」
- 「ならず者国家イスラエルに対する、人道・軍事・経済・政治などあらゆる分野の支援を打ち切り、米国人、ユダヤ人シオニスト、キリスト教徒シオニストなどに対し、被占領下パレスチナへの旅行や定住を禁じること。イスラエルに対して1ペニーでも支援がおこなわれれば、我々は正義の闘争を続行する」
- 「イスラム世界に対するメディア宣伝工作を停止すること」
- 「米国の刑務所や拘置所、強制収容所から全てのムスリムを釈放すること。その場合、彼らがいわゆる公正な裁判を受けていたか否かは問わないこと」

そして、ガダーンは次のように警告した。
もしお前たちが我々の命令に背くなら、そのときは──アッラーの思し召しによって──9.11やアフガニスタンやイラク、そしてヴァージニア工科大学の恐怖を全て忘れるような経験をすることになるであろう

## 死亡
オバマ大統領は2015年4月23日、アダム・ガダーンが同年1月19日にCIAが行った無人攻撃機による爆撃で死亡していたことを公表し、同年6月にはアルカーイダ側も、同氏が1月にパキスタンで死亡したと機関紙において報じた。